# Edward Spears
Edward Louis Spears, né à Paris (plus précisément à Passy), au 7 chaussée de la Muette en France le 7 août 1886 et mort à Ascot en Angleterre (Royaume-Uni) le 27 janvier 1974, est un militaire britannique qui s'est notamment illustré lors de la Seconde Guerre mondiale.

## Biographie
Il né en France en 1886, où ses parents Charles McCarthy Spiers et Melicent Marguerite Lucy Hack résident alors.
Edward Spears passe sa jeunesse entre la France, la Suisse et l'Irlande.
Il s'engage dans l'armée à seize ans au 3e Bataillon / Royal Dublin Fusiliers (Kildare Rifles Militia) [1881-1922], puis passe sous-lieutenant le 14 novembre 1903. Il est nommé sous-lieutenant d’active au 8th (King's Royal Irish) Hussars [1693-1958] en 1906, et transféré au 11th Hussars (Prince Albert's Own) [1715-1969] en 1910.
Capitaine à titre temporaire en 1914, il est détaché dans le corps du renseignement militaire (l’Intelligence Corps). Sa maîtrise du français, qu'il parle sans accent, en fait un officier de liaison entre les forces armées britanniques et françaises sur le front de l'Ouest pendant la Première Guerre mondiale.
Blessé quatre fois, il reçoit la Military Cross le 18 février 1915 et la croix d’Officier de la Légion d’honneur en 1917.
Capitaine, breveté lieutenant-colonel, il est chef de la mission militaire britannique en France de 1917 à 1919 avec le grade de général de brigade et promu Commandeur de l’Ordre de l'Empire britannique (CBE) en 1919 et Commandeur de la Légion d’honneur en 1920.
Général de brigade honoraire, il est nommé Compagnon de l’Ordre du Bain (CB) le 1er janvier 1921 et quitte l’armée pour entamer une carrière parlementaire au cours de laquelle il est député libéral (1922-1924), puis conservateur (1931-1945).
En 1940, lors de la Seconde Guerre mondiale, il est colonel avec rang de général de division et représentant personnel en France de Winston Churchill, dont il est un ami personnel depuis 1915. Officier de liaison entre les gouvernements français et britannique mais aussi chef du MI6 en France, il participe aux réunions du comité suprême interallié dont les ultimes conférences de Briare et de Tours le 11 et 13 juin. Inquiet d'un possible armistice franco-allemand, Churchill confie à Spears la mission de prendre contact avec des personnalités politiques françaises opposées à l'armistice. Spears rencontre alors différents chefs politiques, dont Georges Mandel et Pierre Mendès France et tente aussi de gagner à la cause britannique Paul Reynaud mais sans succès. Il part avec le général de Gaulle pour Londres le 17 juin 1940, puis devient le représentant du gouvernement britannique à ses côtés.
Chef de la mission britannique en Syrie entre 1941 et 1942, il devient ministre plénipotentiaire en Syrie et au Liban de 1942 à 1944 et est promu chevalier commandeur de l'Ordre de l'Empire britannique (KBE) en 1942. Il tente d’évincer les Français des pays du Levant, mais la reconquête en juillet 1941 de ce territoire, défendu par Vichy, puis par les forces gaullistes de la 1e Division Française Libre (1e DFL), l'empêche de mener à bien son plan.
En effet, selon la politique idéale pan-arabe britannique lancée pendant la Première Guerre mondiale, la menace principale dans la région est avant tout allemande, mais les Français n'en demeurent pas moins des intrus malgré les termes des accords Sykes-Picot de 1916 liant les Français et les Britanniques.
Spears est un contempteur et un critique systématique du général De Gaulle et ne cesse de le dénigrer de mauvaise foi depuis l'affaire de Syrie jusqu'à sa mort.
Spears se retire de la vie politique après son échec aux élections législatives de 1945. Il est fait baron Spears de Warfield le 14 juillet 1953. Il meurt le 27 janvier 1974 à l’âge de 87 ans à Heatherwood Hospital à Ascot. Lady Spears meurt l'année suivante, en 1975, à 75 ans.

## Hommage
- La rue Spears à Beyrouth lui doit son nom.

## Racisme
Dans Prélude à la Victoire, Spears écrit une unique page sur les régiments de tirailleurs sénégalais dans laquelle il tient les propos suivants :
« Ces hommes en uniformes ressemblaient à des singes habillés ».
« Ceux qui portaient trois cicatrices sur leur joue et avaient des dents canines limées, passaient pour aimer particulièrement la chair humaine ».

## Publications
- En liaison 1914 - Presses de la Cité, 1932.
- Prélude à la Victoire - Presses de la Cité, 1968.
- Témoignage sur une catastrophe : Tome 1 Prélude à Dunkerque - Presses de la Cité.
- Témoignage sur une catastrophe : Tome 2 La Chute de la France - Presses de la Cité.
- Deux hommes qui sauvèrent la France : Pétain, De Gaulle - Presses de la Cité.

## Sources et bibliographie
- (en) Biographie du Liddell Hart Centre for Military Archives du King's College de Londres.
- (en) « La London Gazette, le journal officiel britannique pour les dates des nominations, promotions et décorations »(Archive.org • Wikiwix • Archive.is • Google • Que faire ?)
- La France Libre de Jean-Louis Crémieux-Brilhac, Gallimard, 1996. Lire notamment le chapitre Vers l’Orient compliqué… sur les relations franco-britanniques et le rôle du général Spears au Levant. L’auteur, évadé d’un camp de prisonniers en URSS, a rejoint Londres et s'est fait historien de la France libre.
- Histoire de la Seconde guerre mondiale de Sir Basil Liddell Hart (1895-1970) - Éditions Fayard - 1973. Vision britannique des opérations militaires par le capitaine Liddlell Hart, spécialiste reconnu de la stratégie et de l’armée blindée.
- (en) Max Egremont, Spears, Sir Edward Louis, baronet (1886–1974), Oxford Dictionary of National Biography, Oxford University Press, septembre 2004 (online edn, janvier 2008 - accessed 16 Aug 2009).